# نووی مالین
نووی مالین (به چکی: Nový Malín) یک منطقهٔ مسکونی در جمهوری چک است که در ناحیه شومپرک واقع شده‌است. نووی مالین ۲۷٫۳۲ کیلومتر مربع مساحت و ۲٬۸۹۲ نفر جمعیت دارد و ۳۱۷ متر بالاتر از سطح دریا واقع شده‌است.